# Přízračná přestřelka
Příznačná přestřelka (v anglickém originále Spectre of the Gun) je šestý díl třetí řady seriálu Star Trek. Premiéra epizody v USA proběhla 25. října 1968, v České republice 4. dubna 2003.

## Příběh
Hvězdného data 4385.3 se loď USS Enterprise NCC-1701 pod vedením kapitána Jamese Tiberius Kirka setkává s rasou Melkotianů, rasy pocházející ze systému Theta Kiokis II. Posádka je varována, že narušuje jejich prostor a další narušení již nebudou tolerována. Kirk úkoluje Uhuru, aby zkusila odeslat Melkotianům zprávu, že Federace má mírový úmysl.
Následkem neuposlechnutí varování se kapitán Kirk, první důstojník Spock, vrchní inženýr Scott, doktor Leonard McCoy a poručík Pavel Čechov objevují v imitaci westernového městečka. Melkotiané je upozorňují, že za narušení jejich prostoru budou popraveni, ale ne ihned. Posléze zjišťují, že je Melkotiané vsadili do role klanu Clantonů, sourozenců, kteří dle historie padli při přestřelce u O. K. Corralu s klanem bratří Earpů. Všichni vesničané, včetně Earpů vidí výsadek jako bratry Clantony, ačkoliv členové výsadku sebe vidí stále v uniformách hvězdné flotily. Přesvědčování, že jde o omyl se míjí účinkem a Earpové dávají Kirkovi (alias Ike Clantonovi) ultimátum opustit město do 17. hodiny, jinak budou všichni zabiti. Únik však není možný, protože městečko je složené z westernových, nedokonalých kulis a je obklopené silovým polem, které zabraňuje odchodu. Komunikátory ani phasery nefungují. Při sporu s jedním Earpem je zabit Čechov a zbytek výsadku si uvědomuje, že nebezpečí je více než reálné.
Ostatní členové se snaží vytvořit kouřový granát, který by Earpy uspal. Když však prototyp zkouší na Scottym, je zjevné, že nemá žádný účinek a do páté hodiny zbývá asi 10 minut. Spock rozvádí svou teorii, že ve světě, kteří Melkotiané vytvořili, vše závisí pouze na myšlenkách jich samotných a pokud tedy budou věřit, že kulky zabíjí, zabíjet opravdu budou. McCoy namítá, že jejich mozky nejsou programovatelné a nemohou si jenom tak najednou začít myslet, že dokáží nemožné. Jako řešení Spock na všechny používá vulkánské spojení myslí, aby jim vštípil jistotu, že kulky neubližují. S úderem páté hodiny přicházejí Earpové, ale ani dva vyprázdněné zásobníky nikomu z posádky Enterprise neublíží. Kirk se vydává proti nim, srazí jednoho na zem a namíří na něj revolver, ale spoušť nestiskne.
Záhy se všichni, včetně živého Čechova, objevují na Enterprise. Před lodí je opět vidět letící melkotiánský objekt, který následně exploduje před lodí. Poté se ozývá hlas a ptá se Kirka, proč jej nezabil, když měl možnost, a jestli je toto jednání typické pro lidskou rasu. Kirk potvrzuje a znovu opakuje, že Federace má mírové úmysly. Melkotiané následně oznamují, že Kirka uvítají na své planetě a předchozí varování již neplatí.